# あぶくま信用金庫

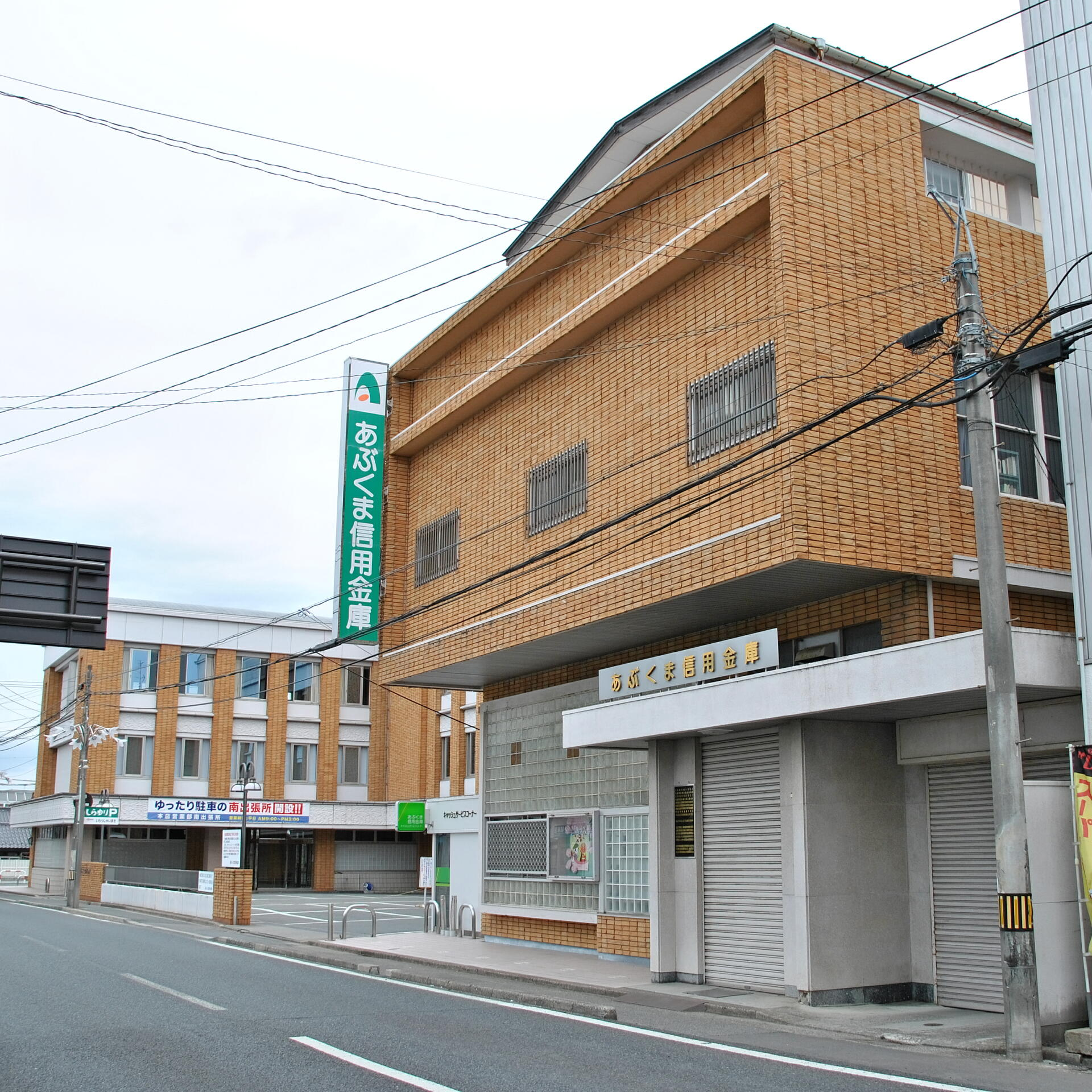
本部（旧本店）

あぶくま信用金庫（あぶくましんようきんこ、英語：Abukuma Shinkin Bank）は、福島県南相馬市に本店を置く信用金庫。福島県と宮城県に店舗を展開しており、営業範囲としては両県内の店舗がない市町村（福島県の福島市や郡山市、宮城県の仙台市など）の一部も含む。

## 概要
キャッチフレーズは、「あなたの街の親近バンク」である。
福島県内全ての信用金庫では、セブン銀行（片乗り入れ）・イオン銀行と提携しているが、当金庫では新銀行東京には提携していなかった。
復興に向けて、福島第一原発事故の被害を受けた各自治体と連携協定を結んでいる（大熊町、富岡町および双葉町）。
宮城県の亘理郡にも店舗を進出している（かつては県境に隣接する山元町にも店舗を構えていたが、その隣町である亘理町所在の亘理支店に統合されたため、現在の山元町には店舗外ATMのみ残している）。定款上は、宮城県の仙台市までの沿岸部各市町を設定している（仙台市は、泉区全域と青葉区の宮城総合支所管内、太白区の秋保総合支所管内は営業区域外となっている)。
2024年（令和6年）11月5日、本店営業部を福島県南相馬市原町区栄町二丁目15番地の「あぶしんふれあい館」に新築移転した。

## 沿革
- 1950年（昭和25年）9月12日 - 原町信用組合を設立する。
- 1953年（昭和28年）6月11日 - 信用金庫法に基づき、原町信用金庫となる。
- 1984年（昭和59年）9月1日 - あぶくま信用金庫に改称する。
- 2012年1月 - 株式会社整理回収機構より175億円の公的資金注入を受ける（10年返済）。
- 2024年（令和6年）11月5日 - 本店営業部を福島県南相馬市原町区栄町二丁目15番地に移転[1]。

## totoの払い戻し店
スポーツ振興くじ(toto)当選券の払い戻し店は以下の店舗でのみ取り扱う。
- 本店
- 浪江支店